# Daniele Raffaeli
Daniele Raffaeli (Roma, 5 aprile 1977) è un doppiatore e direttore del doppiaggio italiano.

## Biografia
Figlio di un bancario e di una commessa, all'età di 10 anni fu introdotto nel mondo del doppiaggio dalle sorelle Barbara e Federica De Bortoli, sue vicine di casa. Il suo primo ruolo televisivo fu nella sitcom Super Vicki, mentre al cinema doppiò Nick Stahl ne L'uomo senza volto. Durante l'adolescenza incise molto raramente; tornò al doppiaggio per dare voce a Shinji Ikari in Neon Genesis Evangelion. Da quel momento, doppiò, oltre a serie televisive e film, anche molti documentari, tra cui Ulisse - Il piacere della scoperta, e narrò l'audiolibro Danny Parker e la spada di ghiaccio.

## Vita privata
È padre del doppiatore Francesco Raffaeli, nato a Roma il 26 settembre 2012.

## Doppiaggio

### Cinema
- Michael Peña in Collateral Beauty, Tom & Jerry, CHiPs, Extinction, Il corriere - The Mule, Fantasy Island
- Shamier Anderson in Estraneo a bordo, City of Lies - L'ora della verità, Bruised - Lottare per vivere
- Dean Fujioka in Fullmetal Alchemist, Fullmetal Alchemist - La vendetta di Scar, Fullmetal Alchemist - Alchimia finale
- Armie Hammer in Free Fire, Rebecca
- Dave Franco in 21 Jump Street, 22 Jump Street
- Jared Leto in Fuga da Seattle, Chapter 27
- Alec Secăreanu in La terra di Dio - God's Own Country, Ammonite - Sopra un'onda del mare
- Florian Bartholomäi in Ruby Red, Ruby Red II - Il segreto di Zaffiro
- Sverrir Gudnason in Millennium - Quello che non uccide, Operazione 6/12 - Attacco al Presidente
- Emile Hirsch in Suocero scatenato, Midnight in the Switchgrass - Caccia al serial killer
- Sam Worthington in Papers Planes - Ai confini del cielo, Horizon: An American Saga - Capitolo 1
- Nick Stahl in L'uomo senza volto
- Pedro Pascal in Il talento di Mr. C
- Justin Chatwin in Dragonball Evolution
- Clayton Snyder in Lizzie McGuire - Da liceale a pop star
- Brandon Hammond in Space Jam
- Eli Marienthal in The Country Bears - I favolorsi
- Corey Hawkins in BlacKkKlansman
- Alex Frost in Drillbit Taylor
- Jake Abel in The Host
- Nicholas Braun in Noi siamo infinito
- Josh Hartnett in Verso la fine del mondo
- Tom Hiddleston in High-Rise - La rivolta
- Kevin Heffernan in Super Troopers 2
- Calvin Cheng Ka-Sing in Ip Man
- Adam Bakri in Official Secrets - Segreto di stato
- Clément Métayer in Florida
- Vincent Lacoste in Il primo bacio
- Zhangjian Sun  in Tiepide acque di primavera
- Javer Ray in Origini segrete
- Jason Tobin in Fast & Furious 9 - The Fast Saga
- Themo Melikizde in Boston - Caccia all'uomo
- Taron Egerton in Tetris
- Shima Ōnishi in Rurouni Kenshin: The Beginning
- Park Si-hoo in Confession of a Murder
- Iwan Rheon in The Dirt: Mötley Crüe
- Julian Janeczko in Petit paysan - Un eroe singolare
- Carl Ng in Love Battlefield
- Ethan Juan in I soldati dell'imperatore
- James Marsden in Una notte in giallo
- Kim Seong-gyoon in Cintura nera Jung-do
- Chadwick Boseman in Draft Day
- Tom Lenk in Il fidanzato della mia ragazza
- Zhangjiang Sun in Tiepide acque di primavera
- Yu Hewei in Cliff Walkers - Senza via di fuga
- Kwak Do-won in Goksung - La presenza del diavolo
- Go Soo in L'ultima battaglia - The Front Line
- Constantin von Jascheroff in Leroy
- Ogie Alcasid in A Journey
- Piotr Pacek in Giusto in tempo per Natale
- Kévin Azaïs in Gli infallibili
- André Sørum in Ritorno in pista
- Bad Bunny in Un tipo imprevedibile 2
- Phi Nguyen in Almost Cops

### Serie televisive
- Tyler Blackburn in Pretty Little Liars, Roswell, New Mexico
- Toodles in La casa di Topolino
- Javier Rey in Velvet, Velvet Collection, Le ragazze dell'ultimo banco
- Daniel Ortiz in Vis a vis - Il prezzo del riscatto (primo doppiaggio)
- Jesse McCartney, Aaron Stanford e Spenser Granese in Fear the Walking Dead
- Kevin Alejandro in Lucifer
- Kyle Gallner in Smallville
- François Arnaud in Blindspot
- Chris Wood in Supergirl
- Chris Lee in Legacies
- Logan Henderson in Big Time Rush
- Barrett Carnahan in K.C. Agente Segreto
- Ed Westwick in Gossip Girl
- Josh Henderson in Desperate Housewives
- David Gallagher in Settimo cielo
- Matt Di Angelo in I Dream
- Benjamin Schmideg in Geni per caso
- Joe Tracini in My Spy Family
- Ali Mukaddam in Radio Free Roscoe
- Iwan Rheon in Misfits
- Adrián Rodríguez in Fisica o chimica
- Ralph Kretschmar in Guardia costiera
- Jacob Artist in Glee
- Pawel Szajda in Generation Kill
- Thomas McDonell in The 100
- Alex Mallari Jr. in Ginny & Georgia
- Kristian Shmid in Sea Patrol
- Aidan Turner in Disperatamente romantici
- Dalmar Abuzeid in Chiamatemi Anna
- Brandon K. Hampton in Better Call Saul
- Nikesh Patel in Doctor Who
- Nico Tortorella in The Walking Dead: World Beyond
- Medico (st.3) in Élite
- Maulik Pancholy in Dynasty
- Jeff Conover in Canta con Belle - Stick to it (Don't Give Up)
- David Dencik in L'uomo delle castagne
- Osy Ikhile in Citadel
- Adam Tsekhaman in The Night Agent
- Christian Howard in Street Fighter: Assassin's Fist
- Jiang Yi in Tribes and Empires - Le profezie di Novoland
- Jin Seon-kyu in Bargain - Trattativa mortale
- Andrew Gower in Il re d'inverno - Artù, dal mito alla leggenda
- Tom Weston-Jones in Warrior
- Clément Fiori in Panda
- Ser'Darius Blain in Will Trent
- Alejandro Guerrero in Príncipes salvajes
- Kumail Nanjiani in Only Murders in the Building
- Manish Dayal in The Walking Dead: Daryl Dixon

### Soap opera e telenovelas
- Alfonso Begara in Cuore ribelle, Il segreto
- Uğur Güneş in Terra amara
- Jeremy Ray Valdez in Beautiful
- Nicolas Artajo in La strada per la felicità
- Christopher Kohn in Chiamata d'emergenza
- Juan Pedro Lanzani in Teen Angels
- Lucio Rogati in Champs 12
- Cristóbal Suárez in Sei sorelle
- Nicolas Zuviria in Il mondo di Patty
- Felipe Colombo in Rebelde Way
- Gonzalo Decuadro in Dance! La forza della passione
- Eleazar Gómez in Miss XV - MAPS
- Pablo Castañón in Il segreto
- Rodrigo Frampton in Violetta
- Eduardo Pérez Martínez in Chica vampiro
- Lalo Brito in Kally's Mashup
- Kaan Yıldırım in Happiness
- Sadi Celil Cengiz in Love of My Life

### Serie animate
- Gray Fullbuster e Gray Surge in Fairy Tail, Fairy Tail: 100 Years Quest
- Ben Tennyson in Ben 10, Ben 10 - Forza aliena, Ben 10: Ultimate Alien, Ben 10: Omniverse
- Kai in LEGO Ninjago, Ninjago: La rivolta dei draghi
- Clarky Ray in Battle Spirits - Dan il Guerriero Rosso, Battle Spirits - Brave
- Rudolph 'Lightning' Jackson in A tutto reality - La vendetta dell'isola, A tutto reality - All-Stars
- Benjamin Martin ne Gli Astromartin
- Dortin ne Lo stregone Orphen
- Kid Flash / Wally West in Young Justice
- Chuck / Billy ne La banda di Monica
- Jimi in Bunnytown - La città dei coniglietti
- Schtemwolech in Übel Blatt
- Bailey Handler in Horseland
- Shinji Ikari in Neon Genesis Evangelion
- Akitoki Hojo e Hōjō in Inuyasha
- Scaredy Bat (parte parlata) in Ruby Gloom
- Cristoforo in Bu-Bum! La strada verso casa[4]
- Signor Labrador in Peppa Pig
- Chester McBadbat (2ª voce) in Due fantagenitori
- Yukio Tanaka in Beck: Mongolian Chop Squad
- Shinpachi Shimura in Gintama
- Ginta Toramizu in MÄR
- Shuntaro Michikusa in Aika
- Kim in Kim
- Meta-Bee in Medarot
- Natsume Hyuuga in Gakuen Alice
- Utakata e Torune Aburame in Naruto: Shippuden
- Stingmon in Digimon Fusion Battles
- Kenji Ban in HeartCatch Pretty Cure!
- Ali in Gladiatori - Il torneo delle sette meraviglie
- Max in Teen Days
- Julio e Carmelo in Spike Team
- Marco Diaz in Marco e Star contro le forze del male
- Bill Badger in Rupert Bear
- Woo il Saggio in Hero 108
- Vice sceriffo Peck in Callie sceriffa del West
- Mokey in Baby Felix & friends[5]
- Kakeru Sakamaki in Idaten Jump
- Rex in PopPixie
- Coso (2ª voce) in Teen Titans
- Re Endon e Dain in Deltora Quest
- Lightning Lad e Bouncing Boy in Legion of Super Heroes
- Brett in Team Galaxy
- Tomoya in Slash
- Ripper in A tutto reality - L'isola: Il ritorno
- Yuga Masatami in Full Metal Panic? Fumoffu
- Hiro in Soul Eater
- Ryūji Furuya in Victory Kickoff!! - Sfide per la vittoria
- B1 in Banane in pigiama[6]
- Wade Load (2ª voce) in Kim Possible
- Bian Zao in Kung Fu Panda - Mitiche avventure
- Drago in Miss Spider
- Irwin in Le tenebrose avventure di Billy e Mandy
- Harold Berman in Hey, Arnold!
- Kyle in Kick Chiapposky - Aspirante stuntman
- Bobby Hill in King of the Hill
- Charles in Neo Yokio
- Jared Kushner in Our Cartoon President
- Dylan (2ª voce) e Dante (1ª voce) in 101 Dalmatian Street
- Giove e voce narrante in Piccolo Malabar
- Mako in La leggenda di Korra
- Yamato Delgado in Battle B-Daman
- Numero 274 (1ª voce) in Nome in codice: Kommando Nuovi Diavoli
- Guaca in A scuola con l'imperatore
- Harry Osborn in Ultimate Spider-Man
- Myron in Wayside
- Noah in Generator Rex
- Flain in Mixels
- Peter in Lunga vita ai reali
- Daniel "Danny" Tadeus Pickett in Andy il re degli scherzi
- Hoplalà in Tickety Toc[7]
- Jamie in Mamma, Jamie ha i tentacoli!
- Gunner Arano in B-Daman Crossfire
- Hubert in Hubert e Takako
- Shinichi Okazaki "Shin" in Nana
- Kanba Takakura e Pinguino 1 in Mawaru-Penguindrum
- Levi Ackermann in L'attacco dei giganti
- Loopdidoo in Loopdidoo
- Hideyoshi Nagachika/Hide in Tokyo Ghoul
- Boba Fett in Star Wars: The Clone Wars
- Huehue in Victor e Valentino
- Sonic e Shadow in Sonic Boom
- Tom in Talking Tom and Friends[8]
- Hidetoshi Nakata, Jonathan Luckyman, Avinash Chowdhury, Stuart Racoonfur in Inazuma Eleven
- Ken Navvarro (Maestro) in Little Battlers eXperience
- Jim Hawkins da adulto ne L'isola del tesoro
- Nephrite in Pretty Guardian Sailor Moon Crystal
- Ace Bunny in Loonatics Unleashed
- Edwin 'Meat' Pisinski in Sym-Bionic Titan
- Davey in The Replacements - Agenzia sostituzioni
- Uragami in Kiseiju - L'ospite indesiderato
- Clavis in Death Parade
- Abe no Seimei in Drifters
- Gilbert Bōgainvillea in Violet Evergarden
- Tsumugu Kinagase in Kill la Kill
- Ouni in Children of the Whales
- Cal in Z-Girls
- Igor in 44 gatti
- Donizete in Super Drags
- Speckle in Tuca & Bertie
- signor Frown in Unikitty!
- Hokuto Kusanagi in L'invincibile Dendoh
- Steve e Spilorcio in Aqua Teen Hunger Force
- Reita Toritsuka in The Disastrous Life of Saiki K.: Reawakened
- Principe Tung in Sandokan - Le due tigri
- Kismet in Super ladri
- Randall Lebowitz-Jenkins in La famiglia Proud: più forte e orgogliosa
- N in The Grimm Variations
- Tigna in C'erano una volta... gli oggetti
- Ciotoboy in La Serie di Cuphead[9]
- Kashima in Sakamoto Days
- Anders in Devil May Cry

### Film d'animazione
- Shinji Ikari in Neon Genesis Evangelion: Death & Rebirth, Neon Genesis Evangelion: The End of Evangelion, Neon Genesis Evangelion: The Feature Film, Evangelion: 1.0 You Are (Not) Alone, Evangelion: 2.0 You Can (Not) Advance, Evangelion: 3.0 You Can (Not) Redo, Evangelion: 3.0+1.0 Thrice Upon a Time
- Cranky in Il trenino Thomas - Sodor e il tesoro dei pirati, Il trenino Thomas - La grande corsa
- Trunks in Dragon Ball Z - La battaglia degli dei, Dragon Ball Z - La resurrezione di 'F'
- Gray Fullbuster in Fairy Tail The Movie: Phoenix Priestess, Fairy Tail The Movie: Dragon Cry
- Gilbert Bōgainvillea in Violet Evergarden: Eternity and the Auto Memory Doll, Violet Evergarden: Il film
- Judo in Berserk - L'epoca d'oro
- Furi ne La foresta magica
- Zampa in Lilli e il vagabondo II - Il cucciolo ribelle
- Kai in LEGO Ninjago - Il film
- Yahiko Myōjin in Kenshin - Samurai vagabondo: The Movie
- Tritone da giovane in La sirenetta II - Ritorno agli abissi
- Nedeb ne Gli Smile and Go e il braciere bifuoco
- Melvo in La Pallastrike sull'Isola di Pasqua
- Dick Grayson/Nightwing in Batman: Under the Red Hood
- Nermal/Abnermal in Garfield - Il supergatto
- Vomito in Titeuf - Il film
- Junior in Rio 2096 - Una storia d'amore e furia
- Kiasso ne I primitivi
- Shūsaku Hōjō in In questo angolo di mondo
- Piccola Piuma in Yakari - Un viaggio spettacolare
- Hojo in Inuyasha the Movie - Il castello al di là dello specchio
- Patrick in Riverdance - L'avventura animata

### Programmi televisivi
- Austin "Chumlee" Russell in Affari di famiglia
- James "Murr" Murray in Cattivissimi amici
- Eddie Del Busto in Rimozione forzata

### Videogiochi
- Nedeb in Gli Smile and Go e Stravaganzia Sottosopra (2007)
- Paxton Fettel da bambino in F.3.A.R. (2011)[10]
- Ben Tennyson in Ben 10: Omniverse (2012) e Ben 10: Omniverse 2 (2013)
- Baldur in God of War (2018)[11] e God of War Ragnarök (2022)[12]
- Spirito Verde #4 in God of War (2018)[11]
- Jin Sakai in Ghost of Tsushima[13]

## Riconoscimenti
Musa d'Oro 2022: Miglior Direzione di Doppiaggio per Arcane